# Antitaccheggio

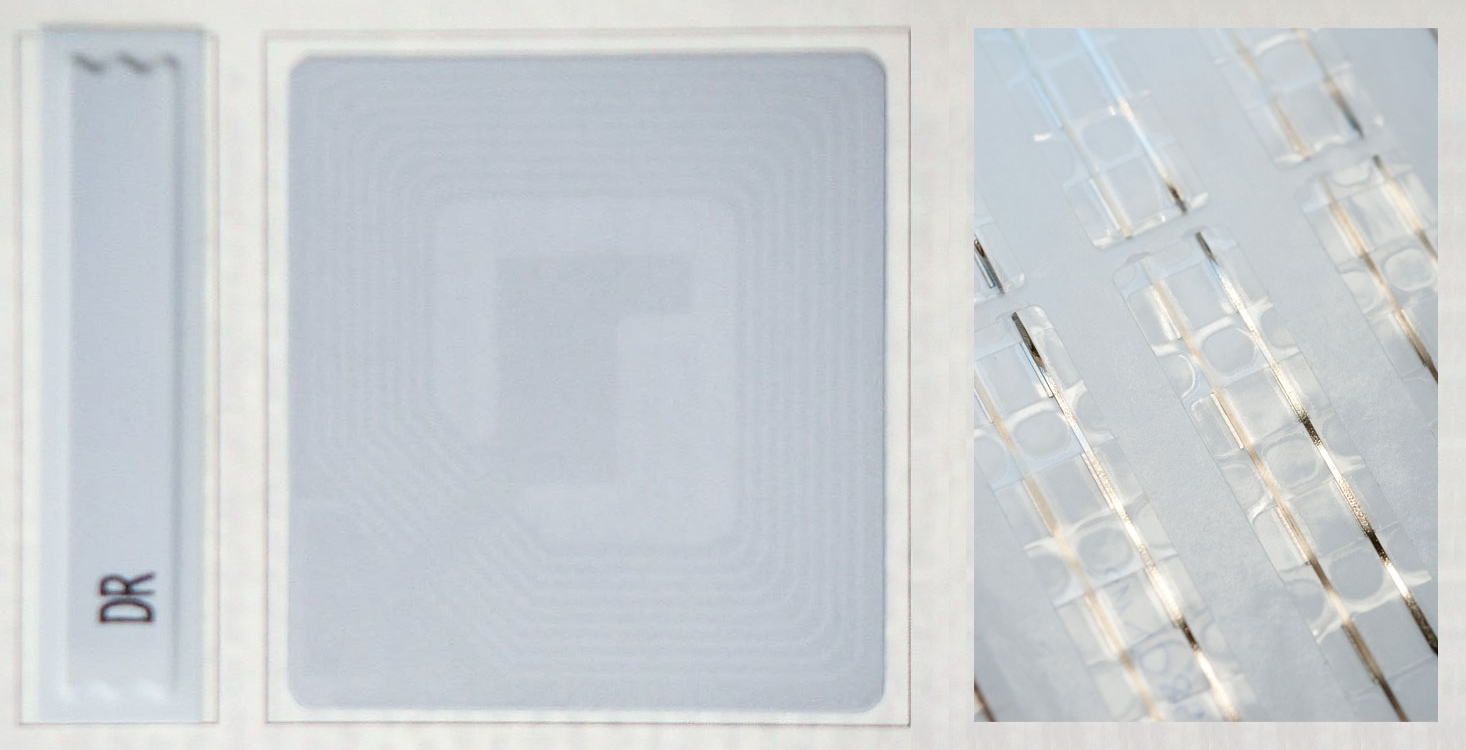
A sinistra AM, RF centrale e etichetta EM a destra.

Per antitaccheggio si intendono tutta una serie di azioni volte al contrasto del taccheggio.

## Generalità
Si fonda operativamente sull'allestimento di accorgimenti e strumenti di controllo di vario genere, volti a garantire la sicurezza dei beni esposti al pubblico, tipicamente in negozi e centri commerciali (ma esistono applicazioni appositamente studiate anche per utilizzi diversi, come musei, esposizioni e più in generale tutti quei posti ove siano presenti beni esposti alla pubblica fede che debbano essere tutelati contro il furto). 
L'antitaccheggio può essere svolto tanto in maniera attiva, quanto in maniera passiva. Nel primo caso si tratta sostanzialmente di vigilanza umana, eventualmente coadiuvata da strumenti volti a rendere maggiormente difficoltoso il taccheggio da parte di un malintenzionato, mentre nel secondo, è prevista l'installazione di appositi dispositivi di allerta che, in caso di attivazione, prevedono poi sempre il controllo umano per l'effettiva verifica e successiva definizione di tutte le operazioni del caso. 

## Antitaccheggio attivo
L'antitaccheggio svolto in modalità attiva, utilizzato prevalentemente nei grandi centri commerciali o negozi di grandi dimensioni, è attuato mediante soggetti agenti, generalmente  guardie private o comunque operanti nel settore della vigilanza privata utilizzati specificamente in attività di sorveglianza, inclusa l'individuazione di soggetti sospetti, la loro identificazione e pedinamento volto al cogliere l'individuo durante l'atto del taccheggio o in una fase immediatamente successiva in modo che lo stesso sia immediatamente contestabile e possano essere presi tutti i provvedimenti del caso.

### Dispositivi di ausilio
Nello svolgimento delle attività di antitaccheggio, è possibile che gli agenti vengano coadiuvati da una serie di dispositivi che sono principalmente volti a diminuire il rischio di taccheggio eliminando alla radice la possibilità che un malintenzionato possa occultare il bene oggetto di furto in contenitori (borse, zaini, sacchetti, etc...) di sua proprietà, facendoli eventualmente passare come oggetto di acquisto in altro esercizio.
Tali dispositivi sono principalmente composti da:
- Armadietti metallici dotati di chiave: in questo caso l'adetto all'attività di antitaccheggio ferma all'ingresso gli avventori in possesso di borse di grandi dimensioni, zaini voluminosi, sacchetti particolarmente ampi, marsupi, etc, negando l'ingresso in caso gli stessi non vengano riposti in appositi armadietti sorvegliati (tipicamente posti nelle immediate vicinanze della postazione dell'agente) e dotati di chiave che rimane al proprietario dei beni per tutto il tempo di permanenza del medesimo all'interno dell'attività. Terminati gli acquisti lo stesso si reca presso gli stessi armadietti e con la chiave ritira quanto di sua proprietà.
- Dispositivi di sigillo: in questo caso l'attività dell'addetto di vigilanza resta la medesima (fermare chi cerca di entrare con contenitori di grandi dimensioni) ma invece che richiedere la conservazione dei medesimi in appositi armadietti, lo stesso procede a sigillare mediante dispositivi diversi (o con buste di polietilene/nylon ad alta resistenza allo strappo sigillate a caldo o con sigilli a fascetta metallica ugualmente resistenti allo strappo e che vengono generalmente distrutti dal medesimo personale all'uscita dell'avventore) il contenitore, in modo che non sia possibile introdurvi nulla fintanto che lo stesso resta all'interno del punto vendita.
Queste misure, pur fornendo un valido aiuto al contrasto del fenomeno, risultano talvolta eccessivamente intrusive e vengono generalmente percepite come una spaccatura del rapporto tra acquirente e venditore (di fatto viene messo in dubbio il principio dell'innocenza fino a prova contraria, considerando in anticipo, tutti dei potenziali taccheggiatori) oltre a creare delle limitazioni, talvolta eccessive, alla libertà personale in quanto spesso sono oggetto di divieto di introduzione/sigillo anche borselli e borsette rendendo difficoltoso o impossibile l'accesso ai propri beni personali come cellulari, tablet e in alcuni casi persino gli stessi portafogli necessari per perfezionare il pagamento alle casse d'uscita.

## Antitaccheggio passivo
Per antitaccheggio passivo si intendono tutto quell'insieme di dispositivi tecnologici, generalmente installati sugli stessi beni da proteggere, che provvedono a segnalare agli addetti (vigilanti o semplici commessi) il verificarsi di un episodio di taccheggio. Sarà poi un controllo effettuato dai medesimi, a confermare o meno l'avvenuto furto e ad intraprendere tutte le azioni del caso.
Questa tipologia di dispositivi elettronici hanno avuto una rapida evoluzione nel corso degli anni e sono principalmente costituiti da due componenti: la prima viene apposta sul bene da proteggere, mentre la seconda è posta agli ingressi/uscite del punto vendita o ad una congrua distanza da essi o parallelamente alle casse, lato uscita.

## Sistemi Antitaccheggio Elettromagnetici (EM)

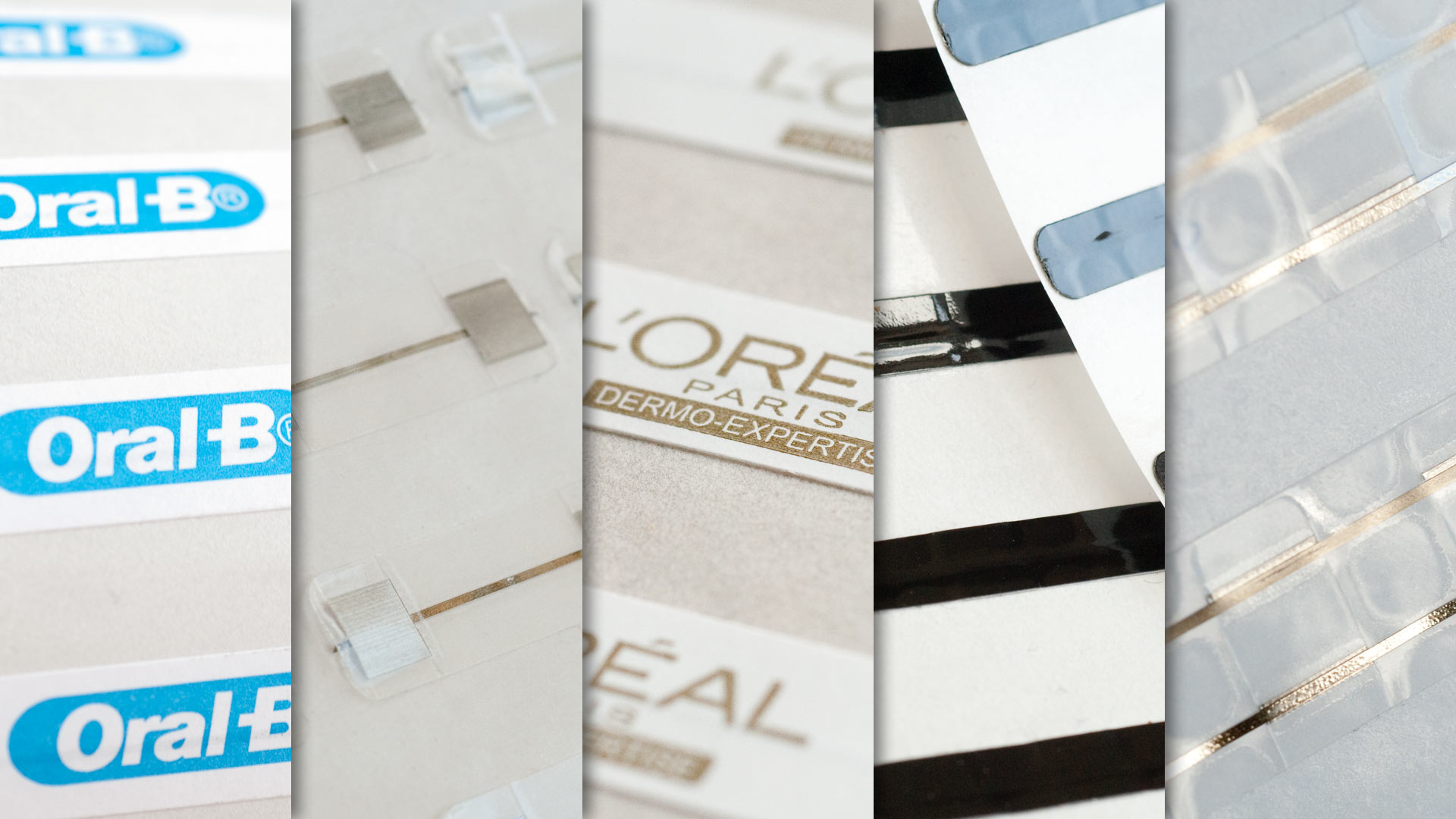
Etichette EM disponibili in diverse dimensioni e colori.

I sistemi antitaccheggio elettromagnetici (EM) utilizzano un filo sottile di materiale amorfo magnetizzabile, integrato in etichette o dispositivi applicati ai prodotti. Questi fili sono rilevati da antenne che generano un campo magnetico a bassa frequenza (10 Hz–1 kHz), basato sull’effetto Barkhausen, che ne permette la localizzazione ai varchi di uscita.
I sistemi EM sono particolarmente efficaci per la protezione di articoli piccoli, rotondi o con confezioni metalliche o in alluminio, come cosmetici, latte in polvere, farmaci, utensili e piccoli oggetti metallici. Inoltre, sono in grado di rilevare merci occultate in sacchetti metallizzati o borse schermate (booster bags), un punto debole per altri sistemi come AM e RF.
Nelle biblioteche, sottili etichette EM invisibili, dette tattle tape, vengono inserite tra le pagine dei libri o integrate nei supporti multimediali. Queste etichette possono essere attivate o disattivate facilmente durante il prestito e la restituzione, consentendo una gestione efficiente e sicura dei materiali.

### Protezione documentale e proprietà intellettuale
Nel campo della sicurezza documentale, la tecnologia EM è impiegata in carte di sicurezza speciali che incorporano microfili invisibili. Questi fili permettono di rilevare l’asportazione non autorizzata di documenti riservati o segreti tramite rilevatori EM o metal detector ad alta sensibilità, prevenendo così la fuga di informazioni riservate.

## Riferimenti
1. ↑   S.Demas Smart Documents warn on theft – Globes, su en.globes.co.il.

### Sistemi Magneto-Acustici
Questa famiglia di sistemi, utilizza delle placche e/o delle etichette, contenenti delle sottili lamelle metalliche, le quali generano un campo magnetico ad impulsi. In seguito alle proprietà fisiche del materiale, quando l'etichetta entra all'interno del campo magnetico generato dalle barre laterali di protezione, poste all'uscita del punto vendita, l'etichetta emette un segnale che viene raccolto dal sistema e che genera l'allarme acustico.
Le placche sono generalmente fissate al bene da proteggere con un chiodo con un'intacca sul gambo che va ad inserirsi in un buco presente sulla placca medesima e tenuto fermo da un sistema di ritegno a morsa resistente alla trazione (nel caso di tentativo di forzatura per separare chiodo e placca la morsa esercita pressione sull'intacca e ne impedisce lo sfilamento). Una volta giunti in cassa l'operatore, mediante l'ausilio di un potente magnete trattiene la morsa che consente così la separazione tra chiodo e placca permettendo di rimuovere il sistema di protezione.
Le etichette invece sono generalmente incollate, cucite o pinzate sul bene da proteggere, spesso in posti poco intuitivi, poco visibili o di non facile raggiungibilità. Una volta giunti in cassa l'operatore, mediante l'ausilio di un tappetino magnetico posizionato nei pressi del lettore di codice a barre, provvede alla smagnetizzazione dell'etichetta rendendola non rilevabile dalle colonne poste agli ingressi dell'esercizio.

### Sistemi RFID
I sistemi RFID prevedono l'apposizione di apposito tag nell'etichetta sul bene o prodotto da proteggere: all'approssimarsi dell'oggetto alle barriere di uscita, una delle due provvede ad energizzare l'etichetta che a sua volta emette un segnale che viene captato dall'altra, facendo scattare l'allarme. L'etichetta può essere correttamente disattivata solo passando dalle casse, ove l'operatore provvede a passarla su un tappetino dotato di disattivatore che provvede a sovraccaricare il circuito dell'etichetta distruggendolo permanentemente.

## Sistemi di neutralizzazione
Analogamente a quanto accade per i sistemi di allarme, anche per i sistemi di antitaccheggio passivi sono state individuate delle strategie atte alla disattivazione o schermatura dei medesimi. I più utilizzati consistono in borse con lamine laterali di piombo che, per via della sua densità è in grado di schermare qualsiasi tipologia di trasmissione tra le barriere e il dispositivo antitaccheggio o, in particolare per i sistemi RFID, delle speciali borse all'interno delle quali è stata integrata una Gabbia di Faraday che, come è noto, è in grado di impedire la trasmissione/ricezione delle frequenze (analogamente a quanto avviene per i furti d'auto ove speciali rimorchi da camion telonati sono dotati di tale dispositivo, per impedire la localizzazione satellitare da parte dell'antifurto).

## Normative statali

### Italia
In Italia la materia è regolata dall'art. 134 del TULPS e più in particolare dal decreto ministeriale n. 269 del 1º dicembre 2010. 
La disposizione del TULPS (art. 134) individua gli istituti di vigilanza e di investigazioni private, mentre con il decreto min.le (269/2010) entrato in vigore il 16 marzo 2011, vengono disciplinati i requisiti per l'ottenimento delle licenze per gestire un istituto di vigilanza privata o per esercitare la professione di investigatore privato, nonché la specificazione dei servizi consentiti, tra cui appunto l'antitaccheggio.
La normativa definisce in maniera esaustiva l'attività di antitaccheggio. Per gli istituti di vigilanza si parla di 'vigilanza antitaccheggio' (art. 3, comma 2, punto d), indicando il servizio svolto presso negozi, supermercati, ipermercati, grandi magazzini e simili, finalizzato alla prevenzione del reato di danneggiamento, furto, sottrazione ovvero di appropriazione indebita dei beni esposti alla pubblica fede. Per gli istituti di investigazioni private, si tratta di una licenza specifica, che consente l'espletamento del cosiddetto antitaccheggio investigativo, definito, più tecnicamente (art. 5, comma 1, punto aIII) come 'attività di indagine in ambito commerciale'. Si tratta, in particolare, dell'ipotesi di richiesta dal titolare dell'esercizio commerciale volta all'individuazione ed all'accertamento delle cause che determinano, anche a livello contabile, gli ammanchi e le differenze inventariali nel settore commerciale, anche mediante la raccolta di informazioni reperite direttamente presso i locali del committente.